# الفضة الغربية
الفضة الغربية (بالإنجليزية: Western silvereye)‏ هي طائر صغير مخضر في عائلة أبيض العين أو العين البيضاء. إنها سلالة من العين الفضية التي تعيش في أستراليا الغربية وجنوب أستراليا. يطلق عليه في بعض الأحيان العين البيضاء أو غريني. تشمل أسماء السكان الأصليين للطائر جوليويدولونغ أو جولويديلانغ من منطقة بيرث وشانغ من نهر بالينوب.